# Ric Dalby
Eric "Ric" Dalby es un personaje ficticio de la serie de televisión australiana Home and Away, interpretado por el actor australiano Mark Furze del 15 de septiembre de 2004 hasta el 24 de julio de 2008.

## Antecedentes
Cuando su madre Maggie murió, su padre Owen Dalby se volvió alcohólico para lidiar con su dolor. Su alcoholismo lo volvió tan agresivo que comenzó a descargar su ira en contra de Ric, quien por años sufrió el abusado emocional de su padre. 
A su llegada a la escuela Yabbie Creek Ric comenzó a tener problemas con varios de los estudiantes de la escuela ya que comenzó a intimidarlos por lo que fue expulsado. Poco después cuando el director de Summer Bay High, Barry Hyde lo descubrió quiso que la escuela tuviera a un buen nadador en el equipo de natación por lo que lo convirtió en un estudiante de Bay. Más tarde todo esto cambió y pronto Ric se volvió un buen chico y mejor amigo de Lucas Holden, Matilda Hunter, Henry Hunter y Cassie Turner.

## Biografía
Inmediatamente a su llegada a la bahía Dalby como le gustaba ser conocido se hizo amigo de Warren "Wazza" Stevens y juntos comenzaron a tener problemas con varios de los jóvenes uno de ellos, Henry Hunter, de quien comenzaron a burlarse cuando se enteraron de que Henry bailaría en el concierto Noah Memorial, sin embargo Henry fue salvado por Kim Hyde, quien lo ayudó a defenderse. Pero las burlas no terminaron ahí, ya que el día del concierto Dalby y Wazza se burlaron nuevamente de él, pero esta vez fue Josie Russell quien lo protegió. Henry trató de acerce amigo de Dalby pero este no estaba dispuesto a aceptarlo y poco después quemó el quiosco del Surfclub, Ric dejó que Henry asumiera la responsabilidad de lo sucedido y este terminó con antecedentes penales.
Poco después Robbie Hunter y Tasha Andrews hartos del trato de Dalby hacia Henry decidieron poner en su casillero un mapa de un cultivo de marihuana que Tasha había encontrado para que Dalby se metiera en problemas. Sin embargo Dalby se metió en muchísimos problemas y recibió una paliza de su abusivo padre, heridas que no pudo ocultar al día siguiente y los jóvenes se dieron cuenta de que habían ido muy lejos.
Flynn Saunders comenzó a interesarse por Dalby, sin embargo más tarde durante una pelea Dalby empujó a su padre de las escaleras, ocasionando que Dalby terminara todo ensangrentado y con golpes, poco después de lo sucedido apareció en la puerta de los Hunter creyendo que había llegado a casa de Flynn y convulsionó.
En el hospital Morag Stewart le avisó que probablemente sería acusado de asesinato o por lo menos por haber empujado a su padre de las escaleras, así que Dalby aterrorizado se escapa de la bahía, sin embargo sus heridas no le permiten llegar lejos y pronto Dan Baker y Leah Patterson Baker lo encuentran cerca de donde su avioneta se había estrellado escondido en una caravana.
Dalby los ayudó a regresar a salvo a la bahía y pronto se reveló que era el nieto de Alf Stewart. Poco después Flynn y Alf fueron a la caravana para tratar de convencerlo de que regresará con ellos y también le dijeron que la acusación en su contra por la muerte de su padre había sido retirada, ya que se descubrió que Owen había muerto por el alto nivel de alcohol que tenía en su torrente sanguíneo lo cual le había provocado un ataque al corazón, por lo que Dalby se mudó con Alf.
Sin embargo la felicidad no duró ya que Alf lo atrapó "consumiendo" y sacó conclusiones apresuradas, Dalby no tuvo tiempo para explicarle que lo que se estaba inyectando era en realidad el tratamiento para su diabetes, sin embargo al ver que su abuelo no estaba dispuesto a darle una oportunidad, decidió no explicarle. Dalby se mudó con Flynn y su esposa Sally Fletcher y pronto ambos se convirtieron en sus padres adoptivos, poco después Dalby decidió que quería ser llamado "Ric" en lugar de Eric o Dalby, ya que Eric era como su padre lo llamaba y sentía que Dalby era demasiado impersonal para tratar de hacer amigos.
A pesar de que al inicio tuvo muchos problemas con Henry, se hizo muy buen amigo de él y pronto la hermana de Henry, Matilda Hunter comenzó a entender su comportamiento, al inicio Ric sintió algo por ella pero no pasó nada, poco después Robbie el hermano mayor de ambos comenzó a tener problemas con Ric después de enterarse de que la aguja que había pisado era en realidad una de las agujas de la insulina de Ric que se le había caído, ya que por varios meses pensó que tenía VIH.
Más tarde Ric comenzó a tener más problemas cuando conoció a una joven en la playa que lo convenció de ir a dar un paseo en una moto de agua, él aceptó sin embargo al final del paseo la joven desapareció y descubrió que el jetski era robado, por lo que tuvo que dar algunas explicaciones. Días más tarde Ric volvió a ver a la joven quien lo convenció de irse a bañar desnudo con ella sin embargo cuando Ric se dio vuelta vio que la joven nadaba hacia la orilla y robaba su ropa, cuando salió del mar Ric tuvo que tomar varias hojas de la maleza y taparse con ellas, sin embargo esto no evitó que Matilda, Beth Hunter y Colleen Stewart lo vieran. Más tarde durante el concurso de Miss Groper Ric la vio de nuevo y esta vez la joven se presentó como Cassie Turner, la nieta de la enemiga de Colleen, Joy Foxton.
Desgraciadamente justo después del concurso Joy se derrumbó y tuvo un ataque cardíaco, en el hospital Joy fue declarada con muerte cerebral. Más tarde después de descubrir el pasado abusivo de Cassie y la muerte de Joy, Flynn y Sally la adoptaron y pronto Ric y ella comenzaron una relación.
Cuando Callan Sherman se presentó en la ciudad Ric se horrorizó y comenzó a preocuparse al verlo con Matilda, sin embargo negó decirle porqué, poco después Ric decide robarle las drogas a Callan para provarle a Matilda que es peligroso sin embargo Colleen lo descubre y piensa que está consumiendo y se lo dice a Sally y Flynn justo cuando están atendiendo la visita de una trabajadora social que fue a ver cómo viven Ric y Cassie. Cuando Matilda desaparece Ric finalmente confiesa lo que sabía acerca de Callan, que estaba metido en las drogas y violación, Ric logra encontrar a Matilda y golpea a Callan, sin embargo mientras lo está golpeando una drogada Matilda desaparece, esta se esconde en un refugio y es secuestrada por un hombre que creía que era su hija muerta, afortunadamente Matilda logra escapar y llamar a Ric, quien rápido llega con Cassie y Martha Stewart y la llevan al hospital. Ahí Ric visita a Callan y lo amenaza diciéndole que se aleje de Matilda y que se vaya de la ciudad, cosa que hace.
Mientras tanto su relación con Cassie sigue bien y terminan acostándose, sin embargo cuando Cassie comienza a actuar de manera extraña y después de que Ric la ve con otro chico piensa lo peor, poco después descubre que el otro chico era el abusivo patrocinador de Cassie por eso ella actuaba de manera extraña, pero al ver la falta de confianza de Ric decide terminar la relación. Cuando Cassie comienza a salir con Aidan, Ric se pone celoso y esto ocasiona que en varias ocasiones se pelearan, poco después cuando el hermano de Aidan ataca violentamente a Ric este es rescatado por Flynn y ambos comparten un momento conmovedor cuando Flynn lo llama "hijo", más tarde Cassie se da cuenta de todo y regresa con Ric.
Sin embargo la relación comienza a ir mal y terminan, poco después Ric comienza a salir con Belle Taylor y durante este tiempo deja la escuela y comienza a trabajar como aprendiz de mecánico, sin embargo empieza a ser intimidado por Dominic "Dom" Moran el sobrino de su jefe, Ray. Dom comienza a realizarse una serie de juegos peligrosos, entre ellos lo acusó de haberle quemado las piernas con ácido. Harta Belle convence a Ric de que le cuente todo a su jefe, sin embargo Ray no le cree hasta que descubre que Dom le dio un conector defectuoso a Ric lo cual ocasionó que los neumáticos no tuvieran aire y el gato se derrumbara ,ocasionando qu el coche en el que estaba trabajando lo aplastara. Dom dijo que su intención solo era asustar a Ric por lo que fue despedido.
Mientras tanto Cassie comienza a salir con el hermanastro de Martha, Michael "Macca" MacKenzie pero la relación pronto se pone tensa cuando Cassie empieza a ser víctima de abuso doméstico; tratando de consolarla Ric y Cassie se acercan y esto ocasiona que él y Belle rompan. Un grupo de amigos entre ellos Belle, Martha y Cassie se pierden en un monte y Ric se enfrenta a Macca cuando descubre que este está tratando de ganarse de nuevo a Cassie, poco después de ser rescatados Belle decide que quiere regresar con Ric sin embargo él y Cassie comienzan a salir de nuevo y Belle decide alejarse al ver que nada hará que regrese con él.
Las cosas comienzan a ir de mal en peor cuando Cassie se enamora de nuevo de Macca y engaña a Ric con él, Ric los descubre y rompe la relación, devastado la única persona que logra apoyarlo es Matilda y poco después ambos comenzaron a salir.
Las cosas van bien pero más tarde su madrea adoptiva, Sally es apuñalada por Rocco Cooper y dejada por muerta, en el hospital cuando Sally recuerda quien era su atacante Ric furioso lo atacó, poco después cuando Rocco desaparece Ric va a ver a su hermano Johnny Cooper, quien le da la dirección. Cuando Ric llega lo encuentra todo golpeado y luchando para sobrevivir, las cosas empeoran cuando Sally, Matilda, Brad Armstrong y la policía llegan a la casa y creen que Ric lo había hecho así que lo arrestan, sin evidencias para demostrar su inocencia y con la muerte de Rocco, Ric es acusado de su muerte y encontrado culpable.
En prisión Ric se encontró con Johnny, quien se dedicó a vengarse de Ric por la muerte de su hermano, mientras tanto Matilda intenta de todas las formas tratar de demostrar la inocencia de Ric y con la ayuda de Lucas Holden logran que Johnny confiece que él había sido el culpable de la golpiza y muerte de su hermano. Con toda la evidencia la policía libera a Ric y arresta a Johnny, a su salida Ric y Matilda continuaron su relación y terminan durmiendo juntos.
Más tarde Ric conoce a Lily Nelson y Jules Munroe, de quienes comienza a desconfiar, sin embargo cuando Lily ve a Matilda ahogándose va a salvarla pero luego ambas terminan siendo salvadas por Ric, quien se enfurece con Jules ya que este sólo se quedó viendo y no las ayudó. En el hospital Lily se mejora y decide irse de la bahía.
Poco después Ric apoya a Matilda cuando su madre, Beth muere inesperadamente, sin embargo pronto se encuentra en medio de una situación difícil cuando descubre que el exnovio de Beth, Tony Holden durmió con la exnovia de su hijo, Lucas. Cuando Lucas le cuenta todo a Matilda esta furiosa le recrimina a Ric no haberle dicho la verdad, sin embargo lo perdona cuando Ric manda a arreglarel anillo de su madre para que este sea ajustado para ella. 
Pronto las cosas comienzan a ir mal cuando Matilda sintiéndose sola y devastada por la muerte de su madre decide salir de la ciudad con un grupo de amigos, entre ellos se encuentra Reuben Humpheries, aunque Ric intenta de todo para hacer que Matilda regrese está se niega y más tarde Reuben la besa, sin embargo Ric los ve y destrozado decide romper la relación. Poco después cuando Ric desaparece en una tormenta Matilda queda devastada, pero después de ser encontrado y recuperarse Ric descubre que el beso fue obra de Reuben y que Matilda lo rechazó y la pareja regresa.
Cuando Drew Curtis comienza a trabajar en el garaje cosa que a Ric no le agrada, pero cuando descubre que Drew está compitiendo en carreras decide evitarlo, sin embargo la primera vez ambos terminan siendo detenidos y la segunda vez ambos casi mueren. Poco después Ric, Drew y Lucas van a salvar a la novia de Lucas, Lisa Duffy, sin embargo terminan siendo perseguidos por Denni Maitland quien tiene a Lisa en su coche, fuera de sí Denni comienza a embestir el coche de Drew pero Lisa agarra el volante en un intento por detenerlo Denni pierde el control del vehículo y chocan, cuando Matilda y Belle llegan al lugar descubren a Denni en el interior del coche gravemente herido y a Lisa tirada a unos metros, muerta, cuando llega la policía Denni acusa a Drew de ser el culpable sin embargo la verdad se descubre y es arrestado por su muerte. 
Más tarde Ric descubre que Matilda ha estado buscando universidades fuera de la bahía y después de tener un paseo romántico Ric se hace a la idea de irse con ella. Poco después comienza a preocuparse cuando descubre un test de embarazo y cree que es de Matilda, sin embargo poco después descubren que es de Emma Dallimore.
Más tarde Ric comienza a recibir mensajes de Vivian "Viv" Anderson, una clienta del garaje y poco después se sorprende cuando esta le planta un beso. A pesar de decirle que no está interesado en ella ambos se hacen amigos, sin embargo Matilda comienza a ponerse celosa de ella y le pide a Ric que la deje de ver, él acepta pero cuando va a decirle que quiere que su amistad termine Viv lo besa de nuevo, pero esta vez Matilda los ve, aunque Ric le dice que no fue su culpa ella no le cree y se marcha furiosa, poco después Viv intenta que Ric y Matilda se arreglen y le ofrece una habitación en el hotel The Sands, pero cuando llegan Matilda descubre que la habitación fue pagada por Viv y se molesta.
Poco después Ric queda atrapado cuando Noel Anderson, el esposo de Viv se presenta y lo invita junto a Matilda a cenar, durante la cena Viv derrama "accidentalmente" refresco en su ropa y va a cambiarse, mientras se cambia Ric la ve a través del espejo y más tarde Viv se presenta en el garaje y se mete en la ducha mientras Ric se bañaba. Cuando Ric descubre que Noel estuvo coqueteando con otras mujeres y Viv le dice que la amenzaó, Ric le permite que se esconda en una caravana. Poco después Ric acepta un traje que Viv compró para él para que lo use en el baile al que iría con Matilda, sin embargo el coche se descompone y llega tarde y cuando Matilda se entera de que estuvo con Viv rompe con él y este buscando consuelo termina durmiendo con Viv.
Después de hablar con Matilda ambos se reconcilian sin embargo cuando Viv "accidentalmente" le dice que durmieron juntos Matilda queda destrozada y termina la relación. Ric decide irse por unos días a la ciudad pero al regresar se sorprende cuando Viv le dice que estaba embarazada de él pero que no quiere que tenga ninguna relación con el bebé. A su regreso Noel le dice a Ric que en incapaz de tener hijos y que Viv sólo lo usó para quedar embarazada, cuando Matilda se entera de esto termina de nuevo con Ric.
Poco después Ric comienza a apoyar a Cassie cuando se entera de que había sido diagnosticada con VIH y decide acompañarla a su terapia en la ciudad, cuando Ric regresa para el funeral de Dan Baker, él y Matilda retoman su relación. Sin embargo la felicidad de la pareja es interrumpida cando ambos son atacados por Johnny Cooper, quien había escapado de la cárcel; Johnny toma a Matilda y golpea a Ric, sin embargo son rescatados por Sam Tolhurst, quien golpea a Johnny en la cabeza con un bate de cricket, más tarde mientras en el hospital Sam mata a Johnny dándole una sobredosis.
Después del ataque Ric y Matilda deciden mudarse a la casa de Summer Bay. Poco después Noel regresa y le pide a Ric que pelee en una lucha ilegal y le ofrece $5000 por participar en ella, al inicio Ric rechaza su oferta y pronto Noel comienza a armar un plan para que este acepte, primero le hace creer a Ric que el garaje tiene deudas y está a punto de cerra y luego junto con sus amigos roban los muebles de su casa. Poco después cuando Drew se va de la bahía Ric se molesta al ver que su amigo no se despidió y decide ir a visitarlo. Más tarde cuando Ric regresa Noel se acerca de nuevo a él y le ofrece el doble de dinero por su participación en la pelea pero cuando descubre que todo lo malo que le había estado pasando era culpa de Noel lo rechaza de nuevo.
Noel no aceptando un no como respuesta le da a Ric un sobre con un montón de dinero. Al inicio Ric no está seguro pero acepta y le miente a Matilda diciéndole que iría a la ciudad a visitar de nuevo a Drew. Al día siguiente al llegar al club de la pelea Noel le dice que su rival nunca antes ha perdido una pelea. Después de la pelea cuando llega a su casa Matilda le ve el rostro todo lleno de moretones y le pregunta acerca de lo sucedido pero Ric le dice que se los hizo mientras visitada a Drew.
Después de encontrar un montón de dinero Matilda confronta a Ric, quien le miente de nuevo diciéndole que lo había ganado en un casino, sin embargo esta vez no le cree le dice que si vuelve a mentirle terminaría con él, así que Ric le cuenta toda la verdad. Aunque al inicio Matilda no está de acuerdo con lo que Ric está haciendo, decide apoyarlo. Para la segunda pelea Ric asiste con Matilda y Jazz Curtis, sin embargo las cosas se ponen tensas cuando descubren que su próximo rival, Logan Roth, es parte de la banda de Johnny Cooper, Logan gana la pelea y Ric es llevado al hospital. 
En el hospital Jazz y Matilda dicen que los moretones de Ric se deben a una caída, pero la doctora Rachel Armstrong se da cuenta de que sus lesiones no son compatibles con una caída y les dice que no le dirá nada a la policía pero si vuelve a pasar lo hará.
Para complicar las cosas Viv regresa de nuevo a la bahía y le dice a Ric que ha estado teniendo algunos problemas con el embarazo y que es posible que el bebé nazca con problemas significativos de aprendizaje y discapacidad física. Poco después Viv le dice que ella y Noel están pensando en si seguir o no con el embarazo, así que Ric y Matilda le dicen que van a apoyar su decisión. Sin embargo Noel comienza a chantajear a Ric con otra pelea y le dice que si no se aparece pondrá a Viv y el bebé en peligro. Con la situación saliéndose de sus manos Ric decide contactar a la policía, quienes le dicen que acepte la siguiente lucha para que sepan el lugar y la hora exacta.
Esta vez Ric llega acompañado de Tony y Alf Stewart, sin embargo cuando la gente oye las sirenas comienza a correr y todo se vuelve un caos, entre el alboroto Viv comienza a sentirse mal y cuando Rachel llega va a checarla; poco después el oficial Jack Holden y el sargento Fitzy llegan al lugar y arrestan a Logan y a Noel. Poco después Viv regresa y le informa a Ric que perdió al bebé, por lo que Matilda y él arreglan una pequeña ceremonia para despedirlo.
Con poco dinero y sin trabajo, Ric se convierte en guardia de seguridad; durante uno de sus turnos es emparejado con el guardia de seguridad Larry Jefferies para realizar un trabajo, ahí Ric queda impactado cuando ve a Kane Phillips entrando a robar una tienda de joyería, ambos entran cautelosamente a la tienda y Ric reconoce inmediatamente a Kane, sin embargo ninguno reacciona a tiempo y Kane les apunta con un arma, ambos logran escapar de la situación, Larry con una contusión en la cabeza y Ric ileso. Sin embargo más tarde Ric comienza a sufrir ataques de pánico y Rachel le dice que estos se deben a los recientes acontecimientos que le han estado provocando tensiones, así que le sugiere que se lo tome con calma y Ric decide renunciar a su trabajo.
En el 2009 cuando su abuelo, Alf compra el Bait Shop le ofrece un trabajo como su socio de negocios y él acepta, sin embargo más tarde ese día Matilda le dice que fue aceptada en una universidad de Perth y que le gustaría que él fuera con ella, sin embargo al inicio Ric no está seguro de ir ya que no quiere dejar a su abuelo, así que la pareja con dolor termina y Mattie se va a la universidad, Ric quiere despedirse de ella pero no la alcanza ya que se había quedado encerrado en la tienda. 
Alf al darse cuenta de que su nieto era miserable sin Matilda decide despedirlo y le regala un pase de ida a Perth, aunque al inicio no está seguro decide irse, cuando llega descubre a Nathan Cunningham, un amigo de Matilda acostado en su cama y a pesar de que Matilda le dice que no paso nada entre ellos, este no le cree y se va. 
Más tarde Daisy Alexander, la compañera de cuarto de Matilda decide hablar con Ric y le cuenta que lo que le dijo Matilda era verdad y que Nathan se había acostado en su cama para descansar después de haberse emborrachado. Ric decide ir a buscar a Matilda y ambos admiten que no pueden vivir el uno sin el otro y terminan besándose, ambos entran al cuarto de Matilda, donde apagan las luces, cierran las cortinas y se vuelven besar.